# STIMUL festival
STIMUL je český hudební festival, který se věnuje alternativní a experimentální hudbě dovážené ze zahraničí. Poprvé se konal v roce 2005. Festival založili novináři a spolupracovníci časopisů His Voice a UNI. Od roku 2007 se stal součástí aktivit A2 kulturního týdeníku.
Programové zaměření festivalu představuje hudební žánry jako nu jazz, progresivní elektroniku a všechny podoby improvizované hudby, včetně jejich prolnutí a nejrůznějších mezižánrových přesahů. Od roku 2005 do současnosti (březen 2008) vystoupilo v rámci 22 koncertních večerů již 49 interpretů z 18 zemí. Většina koncertů festivalu uvádí interprety v českých premiérách.
Festival je spíše koncertní řadou, jednotlivé koncerty se konají vždy v Praze, v průběhu let 2005–2006 v různých prostorech a koncertních sálech (Roxy, Roxy/NoD, Divadlo Komedie), od roku 2007 se domovským prostorem festivalu stalo Divadlo Archa.

## Jednotlivé ročníky

### 2005
- 30. září 2005 – Robotobibok
- 14. října 2005 – Aranos
- 29. října 2005 – Peter Brötzmann a North Quartet
- 7. listopadu 2005 – Emiszyn

### 2006
- 17. února 2006 – Pink Freud
- 4. března 2006 – Column One
- 26. března 2006 – LOK 03 – Alexander Schlippenbach, Aki Takase, DJ Illvibe
- 31. března 2006 – Abstract Monarchy Trio
- 7. dubna 2006 – Sao Paulo Underground, Mikrokolektyw
- 13. dubna 2006 – Fennesz, Philip Jeck, Kora et le Mechanix, Mateřídouška, Birds Build Nests Underground
- 22. září 2006 – Łoskot, Paralaksa, Paul Wirkus
- 3. října 2006 – The Legendary Pink Dots & Edward Ka-Spel
- 6. října 2006 – ErikM/dieb13, Toshimaru Nakamura/Billy Roisz
- 20. října 2006 – Eugene Chadbourne/Martin Klapper, Karbido
- 3. listopadu 2006 – Mitch & Mitch, Kačkala
- 10. listopadu 2006 – Supersilent, In The Country, Susanna And The Magical Orchestra
- 16. listopadu 2006 – Pan Sonic

### 2007
- 24. března 2007 – večer Fonal records: Islaja, Kemialliset Ystävät, Es
- 6. října 2007 – Kreidler, Bassisters Orchestra, Okapi, Hans Appelqvist
- 13. října 2007 – Keiji Haino, Trapist, My Cat Is An Alien
- 20. října 2007 – Dälek, Regenorchester XII, MoHa!
- 21. října 2007 – Fred Frith, Noël Akchoté, Beth Custer, Pavel Fajt